# کوک‌توبه (استان آلماتی)
کوک‌توبه (به قزاقی: Koktobe) یک منطقهٔ مسکونی در قزاقستان است که در استان آلماتی واقع شده‌است.